# Cortodera ciliata
Cortodera ciliata är en skalbaggsart. Cortodera ciliata ingår i släktet Cortodera och familjen långhorningar.

## Underarter
Arten delas in i följande underarter:
- C. c. ciliata
- C. c. milaenderi
- C. c. sakmarensis